# Liliane Roriz
Liliane Maria Roriz (Luziânia, 16 de abril de 1966) é uma política brasileira filiada ao Partido Republicano da Ordem Social (PROS).

## Biografia
Filha mais nova do ex-governador do DF, Joaquim Roriz, e de Weslian Roriz, foi deputada distrital por dois mandatos consecutivos. Foi também vice-presidente da Câmara Legislativa do Distrito Federal. No primeiro mandato, foi eleita pelo PRTB para a Câmara Legislativa, mas filiou-se ao PSD de Gilberto Kassab, retornando ao PRTB em 2014, quando foi reeleita para a Câmara Legislativa do DF. Após o impedimento da candidatura da irmã, Jaqueline Roriz (PMN), de candidatar-se a Câmara dos Deputados sob acusação de envolvimento na Operação Caixa de Pandora, que resultou na prisão do ex-governador José Roberto Arruda, Liliane Roriz acabou tornando-se a única filha de Roriz a permanecer na vida pública. Chegou a ser anunciada por José Roberto Arruda como candidata a vice-governadora na sua desastrosa chapa ao governo do DF em 2014, mas a falta de afinidade com o político a fez desistir do projeto quando candidatou-se, de forma independente, a mais um mandato no Legislativo do Distrito Federal. Em seu lugar, foi escolhido o médico Jofran Frejat, que com o impedimento de Arruda, acabou tornando-se candidato ao governo do DF, sendo derrotado em segundo turno pelo ex-governador Rodrigo Rollemberg (PSB). É administradora de empresas e jornalista por formação. Antes da vida pública, trabalhou como apresentadora de programa de variedades cultural, de moda, culinária e outros nas TVs Apoio, Brasília e Record. Também atuou em duas produções do cineasta Afonso Brasa (in memorian). Foi colunista de variedades da tradicional revista Brasília em Dia. Mas foi nos trabalhos sociais que Liliane passou a dedicar a sua vida. Pela característica independente, ingressou na política sem apoio total do pai, mas, com a situação complicada da irmã, acabou sendo praticamente a única herdeira do rorizismo no DF. Na Câmara do DF, tem feito um mandato polêmico. Na escândalo envolvendo o nome da irmã, por exemplo, Liliane usou a tribuna e fez um discurso forte para pedir esclarecimentos de Jaqueline sobre o possível crime de caixa dois. Também protocolou representação contra o ex-governador do DF, Agnelo Queiroz (PT), sobre suposta doação irregular que petistas receberam na campanha de 2010. Oposicionista aguerrida ao PT, foi dela também a bandeira contrária à modificação sugerida por Agnelo Queiroz ao projeto urbanístico do DF, assinado por Lúcio Costa, que mereceu o tombamento de Patrimônio Histórico e Cultural da Humanidade pela Unesco. Enquanto o governador ameaçava descaracterizar o centro da capital federal, Liliane aprovou lei de sua autoria para impedir alterações no endereço central e valorizado de Brasília que sofria pressões políticas e da especulação imobiliária. No início do primeiro mandato, foi eleita presidente da Comissão de Assuntos Sociais da Câmara Legislativa e idealizou o projeto "Comissão Itinerante", que levou quinzenalmente as reuniões do grupo para cidades do DF. Foi também presidente da Comissão de Saúde, Educação e Cultura da Casa. Ao deixar a vice-liderança do PSD, passou a ocupar a primeira suplência da 1ª Secretaria da Câmara Legislativa. Foi eleita vice-presidente da Casa no atual mandato. Tem erguido a bandeira contra a carga tributária e apresentou diversos projetos para beneficiar o contribuinte adimplente do DF. Um deles foi o que concede desconto para quem pagar impostos à vista e não tiver débitos com o Fisco. Também é dela a autoria da lei que obriga o governo do DF a divulgar na internet os dados da saúde pública, como disponibilidade de leitos de UTI nas unidades, plantão de médicos por especialidade e ainda estoque de remédios nas farmácias da rede. Após o anúncio da intenção do governo do DF de mudar o nome do Estádio Nacional Mané Garrincha, Liliane Roriz convidou a cantora Elza Soares, viúva do jogador, para aderir à campanha pela permanência da homenagem ao craque. Com grande adesão popular, lei de sua autoria foi aprovada e, apesar de vetada pelo governador Agnelo Queiroz (Partido dos Trabalhadores), foi promulgada pelo legislativo local, garantindo a permanência do nome original da principal arena de Brasília. Nas eleições distritais no Distrito Federal em 2010 elegeu-se deputada distrital com a quinta maior votação.